# Преображенка (Каховський район)
Преобра́женка — село в Україні, у Чаплинській селищній громаді Каховського району Херсонської області. До 2020 року центр Преображенської сільської ради. Населення становить 1679 осіб.

## Історія
Станом на 1886 рік у селі Чаплинської волості мешкало 190 осіб, налічувалось 26 дворів, існував молитовний будинок.
Під час організованого радянською владою Голодомору 1932—1933 років померло щонайменше 9 жителів села.
12 червня 2020 року, відповідно до Розпорядження Кабінету Міністрів України від № 726-р «Про визначення адміністративних центрів та затвердження територій територіальних громад Херсонської області», увійшло до складу Чаплинської селищної громади.
19 липня 2020 року, в результаті адміністративно-територіальної реформи та ліквідації Чаплинського району, село увійшло до складу новоутвореного Каховського району.
24 лютого 2022 року під час обстрілу населеного пункту з ракетних систем залпогово вогню з території Криму позицій українських прикордонників в районі села загинув 1 прикордонник. В той же день село було тимчасово окуповане російськими військами під час російсько-української війни.

## Населення
Згідно з переписом УРСР 1989 року чисельність наявного населення села становила 1781 особа, з яких 856 чоловіків та 925 жінок.
За переписом населення України 2001 року в селі мешкали 1672 особи.

### Мова
Розподіл населення за рідною мовою за даними перепису 2001 року:
| Мова       | Відсоток |
| ---------- | -------- |
| українська | 91,19 %  |
| російська  | 4,94 %   |
| білоруська | 0,83 %   |
| вірменська | 0,06 %   |
| інші       | 2,98 %   |

У селі також проживають турки-месхетинці.

## Відомі особистості
- Бардієр Федір Федорович (1905— 1983) — український радянський господарський діяч, економіст. Кандидат у члени ЦК КП(б)У в 1940—1949 р. Доктор економічних наук (1969), професор (1971).
- Кичинський Анатолій Іванович (нар. 1950) — український поет, лауреат Шевченківської премії (2006).
- Корчинський Олександр Васильович (1938—2011) — повний кавалер ордена Трудової Слави.
- Лукашук Андрій Степанович (1986—2014) — військовослужбовець 30-ї окремої механізованої бригади (Новоград-Волинський), учасник російсько-української війни.
- Погорелов Григорій Володимирович — громадський діяч
- Іващенко Сергій Анатолійович (1995-2022) загинув 13 лютого 2022 року.